# Siboris Dolok
Siboris Dolok is een bestuurslaag in het regentschap Padang Lawas van de provincie Noord-Sumatra, Indonesië. Siboris Dolok telt 687 inwoners (volkstelling 2010).